# Raquel Gómez Martín
Raquel Goméz Martín est une chorégraphe, danseuse de flamenco et comédienne espagnole née à Madrid.

## Biographie
Raquel Goméz Martín étudie à l’École royale supérieure de danse et à l’école de flamenco de Madrid. Une fois diplômée, elle intègre plusieurs compagnies de flamenco en Espagne. Elle s’installe ensuite à Paris, où elle se produit notamment dans Carmen au stade de France, dans Le Cid au théâtre Marigny et à la Madeleine, et dans le spectacle Sentires.

## Créations
- 2007 : Sentires, flamenco sous influences

## Théâtre
- 1998, Le Cid de Pierre Corneille mis en scène par Thomas Le Douarec